# Strade Bianche femminile 2025
La Strade Bianche femminile 2025, undicesima edizione della corsa e valevole come quinta prova dell'UCI Women's World Tour 2025 categoria 1.WWT, si è svolta l'8 marzo 2025 su un percorso di 136 km, con partenza ed arrivo a Siena, in Italia. La vittoria fu appannaggio dell'olandese Demi Vollering, la quale completò il percorso in 3h49'04", alla media di 35,623 km/h, precedendo la connazionale Anna van der Breggen e la francese Pauline Ferrand-Prévot.
Sul traguardo di Siena, 57 cicliste delle 143 accreditate alla partenza, portarono a termine la competizione.

## Squadre e cicliste partecipanti
| N.      | Cod. | Squadra                     |
| ------- | ---- | --------------------------- |
| 1-6     | AGS  | AG Insurance-Soudal Team    |
| 11-16   | VAI  | Aromitalia 3T Vaiano        |
| 21-26   | BPK  | BePink-Imatra-Bongioanni    |
| 31-36   | CSZ  | Canyon-SRAM Zondacrypto     |
| 41-46   | CTC  | Ceratizit Pro Cycling Team  |
| 51-56   | CWT  | Cofidis Women Team          |
| 61-66   | EFO  | EF Education-Oatly          |
| 71-76   | TFS  | FDJ-Suez                    |
| 81-86   | FDC  | Fenix-Deceuninck            |
| 91-96   | HPH  | Human Powered Health        |
| 101-106 | SBT  | Isolmant-Premac-Vittoria    |
| 111-116 | LKF  | Laboral Kutxa-Fund. Euskadi |

| N.      | Cod. | Squadra                   |
| ------- | ---- | ------------------------- |
| 121-126 | LTK  | Lidl-Trek                 |
| 131-136 | LIV  | Liv AlUla Jayco           |
| 141-146 | MOV  | Movistar Team             |
| 151-156 | CGS  | Roland                    |
| 161-166 | MDS  | Team Mendelspeck E-Work   |
| 171-176 | TPP  | Team Picnic PostNL        |
| 181-186 | SDW  | Team SD Worx-Protime      |
| 191-196 | TVL  | Team Visma-Lease a Bike   |
| 201-206 | TOP  | Top Girls Fassa Bortolo   |
| 211-216 | UAD  | UAE Team ADQ              |
| 221-226 | UXM  | Uno-X Mobility            |
| 231-236 | VWT  | VolkerWessels Pro Cycling |

## Ordine d'arrivo (Top 10)
| Pos. | Corridore              | Squadra   | Tempo    |
| ---- | ---------------------- | --------- | -------- |
| 1    | Demi Vollering         | FDJ       | 3h49'04" |
| 2    | Anna van der Breggen   | SD Worx   | a 18"    |
| 3    | Pauline Ferrand-Prévot | Visma     | a 1'42"  |
| 4    | Juliette Labous        | FDJ       | s.t.     |
| 5    | Mavi García            | Liv AlUla | a 1'47"  |
| 6    | Yara Kastelijn         | Fenix     | a 1'48"  |
| 7    | Puck Pieterse          | Fenix     | a 1'49"  |
| 8    | Niamh Fisher-Black     | Lidl      | a 1'54"  |
| 9    | Noemi Rüegg            | EF        | a 1'55"  |
| 10   | Silke Smulders         | Liv AlUla | a 1'59"  |